# سولتاميسيلين
سولتاميسيلين Sultamicillin هو شكل دوائي يؤخذ عن طريق الفم وهو عبارة عن مضاد حيوي يجمع ما بين الأمبيسيلين/سولباكتام (ويسمى بالدواء المشترك codrug أو طليعة الدواء المشتركة أو المتبادلة mutual prodrug). يحتوي على أمبيسيلين مؤستر وسولباكتام, ويتم تسويقه تحت عدد من الأسماء التجارية مثل Saltum و Unasyn.

## الاستخدام العلاجي
- السالتاميسيللين هو ملح البريتيليوم عبارة عن استر مزدوج من السولباكتام بالإضافة إلى الأمبيسيلين. سولباكتام هو جزئي التخليق ويعتبر مثبط للبيتا لاكتاماز، بالمشاركة مع الأمبيسيلين، ويمتد النشاط المضاد للبكتيريا لهذا الأخير لتشمل بعض السلالات المنتجة للبيتا لاكتاماز من البكتيريا التي من شأنها أن تكون غير ذلك أي مقاومة. وقد سبق أن ظهرت مجموعة من سولباكتام مضافة إلى الأمبيسلين للاستخدام بالحقن سريريا وفعال جرثوميا في مجموعة متنوعة من الالتهابات.
- وقد تبين السالتاميسيللين أنه فعال سريريا في تجارب غير نسبية في المرضى الذين يعانون من التهابات في الجهاز التنفسي والأذنين والأنف والحنجرة والمسالك البولية والجلد والأنسجة الرخوة، وكذلك في التهابات الولادة وأمراض النساء، وعلاج السيلان.[6]

### الجرعة
يستخدم للوسط الأذني، ولعدوى الجهاز التنفسي, ولعدوى الجهاز البولي بجرعة 375-750 ملغ مرتين يوميا.
للسيلان غير المعقد يعطة بجرعة وحيدة 2.25 غ مع /أو البروبنسيد.

## موانع الاستعمال
فرط الحساسية له.

## الآثار الجانبية
- اسهال، غثيان واقياء.
- شرى، حمى، دوخة.
- عسر تنفس.
- اضطرابات الدم (مثل اللوكيميا أو الهيموفيليا.
- العدوى والإصابة الشديدة.
- آثار قاتلة: التأق.[7]

## التداخلات الدوائية
يزيد من زمن النزف مع الوارفارين, ويزيد من سمية الميثوتريكسات, ينقص من فعالية موانع الحمل الفموية الحاوية على الاستروجين, ويقل اطراح الأمبيسيلين عند استخدامه مع البروبنسيد.

## آلية العمل
يعمل على تثبيط البيتا لاكتاماز في العضويات الدقيقة المقاومة للبنسيلين.